# Patrick Nyamvumba
Patrick Nyamvumba (* 11. Juni 1967) ist Generalleutnant und seit November 2019 Minister für Innere Sicherheit in Ruanda.
Der Absolvent der nigerianischen Verteidigungsakademie war als Kommandant der Infanteriekräfte, Kommandant der Ruanda-Militärakademie, Präsident des Militärgerichts, Leiter der Logistik und Chief of Operations, Plans and Training eingesetzt. Von 2009 bis 2013 war er im Sudan als Force Commander der UNAMID, einer gemeinsamen Operation von AU und UN in Darfur. Anschließend war er bis 2019 Chef des Generalstabes der Streitkräfte Ruandas, Rwandan Defence Forces (RDF).